# أحمد زكريا الشلق
أحمد زكريا الشلق (5 مارس 1948) هو باحث ومؤرخ مصري.

## دراسته
- حاصل على ليسانس في آداب من قسم التاريخ في كلية الآداب - جامعة عين شمس، عام 1972.
- معيد بقسم التاريخ، كلية الآداب، جامعة عين شمس، عام 1972.
- حاصل على شهادة الماجستير في التاريخ الحديث والمعاصر من كلية الآداب، جامعة عين شمس، عام 1977.
- الدكتوراه في الآداب فرع التاريخ الحديث و المعاصر، كلية الآداب، جامعة عين شمس، عام 1981.

## عضوية ومناصب
- مدرس مساعد في قسم التاريخ عام 1977.
- مدرس التاريخ الحديث والمعاصر، كلية الآداب، جامعة عين شمس، عام 1981.
- أستاذ مساعد التاريخ الحديث والمعاصر ، كلية الآداب، جامعة عين شمس، عام 1987.
- أستاذ التاريخ الحديث والمعاصر، كلية الآداب، جامعة عين شمس، عام 1993.
- رئيس قسم التاريخ بكلية الإنسانيات والعلوم الاجتماعية، جامعة قطر، من عام 1997 إلى 1999.
- رئيس وحدات الوثائق والتاريخ بمركز بحوث الشرق الأوسط.
- عضو اللجنة العلمية بمركز تاريخ مصر المعاصر.
- عضو مجلس إدارة الجمعية المصرية للدراسات التاريخية.
- عضو لجنة التاريخ بالمجلس الأعلى للثقافة.